# Webster Chikabala
Webster Chikabala (Chambishi, Zambia; 27 de marzo de 1965 – Kwekwe, Zambia; 27 de diciembre de 1997) fue un futbolista y entrenador de fútbol de Zambia que jugó en la posición de delantero centro, siendo el primer futbolista de Zambia en jugar a nivel profesional en Portugal.

## Carrera

### Club
| Periodo   | Club               |
| --------- | ------------------ |
| 1984-1986 | Mufulira Blackpool |
| 1986-1987 | Vitafoam United    |
| 1987-1990 | Nchanga Rangers FC |
| 1990-1991 | CS Maritimo        |
| 1991-1993 | SC Eendracht Aalst |
| 1993      | Chambishi FC       |
| 1993-1995 | Mhangura FC        |

### Selección nacional
Jugó para Zambia en 32 ocasiones de 1987 a 1992 y anotó nueve goles; participó en dos ediciones de la Copa Africana de Naciones y en los Juegos Olímpicos de Seúl 1988.

### Entrenador
| Periodo   | Club                              |
| --------- | --------------------------------- |
| 1993      | Chambishi FC (jugador-entrenador) |
| 1995–1997 | Mhangura FC (jugador-entrenador)  |
| 1997      | Lancashire Steel FC               |

## Muerte
A finales de 1997 Chikabala enfermó y el 12 de diciembre de 1997 fue admitido en el Redcliff Medical Centre a causa de una meningitis. Fue trasladado al Kwekwe General Hospital cuando su condición se deterioró y falleció el 27 de diciembre de 1997 a los 32 años.